# Сененкова Ганна Афанасіївна
Ганна Афанасіївна Сененкова (23 квітня 1912 — 20 травня 2003) — передовик радянського сільського господарства, доярка підсобного господарства «Горки-II» Звенигородського району Московської області, Герой Соціалістичної Праці (1953).

## Біографія
Народилася в 1912 році в селі Спічино, нині Сафоновського району Смоленської області в російській багатодітній селянській родині. 
Працювати почала в 1926 році, однією з перших вступила в колгосп. У 1937 році вирішила переїхати на постійне місце проживання в Московську область. 
Стала працювати дояркою радгоспу "Гірки II" Звенигородського району. У роки Другої світової війни евакуйована в Саратовську область. У листопаді 1942 року повернулася працювати на колишнє місце роботи. У 1952 році показала високі виробничі результати, надоївши від кожної з 17 закріплених за нею корів в середньому по 6954 кілограма молока. 
Указом Президії Верховної Ради СРСР від 19 грудня 1953 року за отримання високих показників у сільському господарстві і рекордні надої молока Ганні Афанасіївні Сененковій присвоєно звання Героя Соціалістичної Праці з врученням ордена Леніна і медалі «Серп і Молот».
Продовжувала трудитися в колгоспі, показувала високі виробничі результати. У 1963 році пішла на заслужений відпочинок. 
Проживала у селищі Горки Одинцовського району. Померла 20 травня 2003 року. Похована на Знам'янському кладовищі селища.

## Нагороди
- золота зірка «Серп і Молот» (19.12.1953)
- орден Леніна (19.12.1953)
- інші медалі.